# عدد مربع مثلثي

المربع الذي طول ضلعه عدد مثلثي يمكن تجزئته إلى مربعات وأنصاف مربعات تجمع مساحاتها لتعطي مكعبا. من Gulley (2010).

في نظرية الأعداد، يكون مجموع الأعداد المكعبة الأولى n هو مربع العدد المثلثي ذي الدرجة n أي أن
{\displaystyle 1^{3}+2^{3}+3^{3}+\cdots +n^{3}=\left(1+2+3+\cdots +n\right)^{2}.}
يمكن كتابة نفس المعادلة بشكل مصغر باستعمال الترميز الرياضي لعلامة الجمع:
{\displaystyle \sum _{k=1}^{n}k^{3}={\bigg (}\sum _{k=1}^{n}k{\bigg )}^{2}.}
هذه المتطابقة تدعى أحيانا مبرهنة نيكوماتشوس.

## قيم عددية
سلسلة الأعداد المربعة المثلثية هي
0، 1، 9، 36، 100, 225, 441, 784, 1296, 2025, 3025, 4356, 6084, 8281, ... (متسلسلة A000537 في OEIS).

## براهين
أعطى تشارلز ويتستون (1854) بشكل خاص اشتقاق بسيط عبر نشر كل مكعب في المجموع في صورة مجموعة من الأعداد الفردية المتعاقبة مبتدأ بما يلي
{\displaystyle n^{3}=\underbrace {\left(n^{2}-n+1\right)+\left(n^{2}-n+1+2\right)+\left(n^{2}-n+1+4\right)+\cdots +\left(n^{2}+n-1\right)} _{n{\text{ consecutive odd numbers}}}.}
تلك المتطابقة لها صلة بالأعداد المثلثية {\displaystyle T_{n}} كما يلي:
{\displaystyle n^{3}=\sum _{k=T_{n-1}+1}^{T_{n}}(2k-1),}
وبالتالي تكون المجاميع {\displaystyle n^{3}} مبتدئة بعد تلك القيم السابقة {\displaystyle 1^{3}} حتى {\displaystyle (n-1)^{3}}.
بتطبيق هذه الخاصية، عبر متطاقة أخرى معروفة:
{\displaystyle n^{2}=\sum _{k=1}^{n}(2k-1),}
نحصل على الاشتقاق التالي:
{\displaystyle {\begin{aligned}\sum _{k=1}^{n}k^{3}&=1+8+27+64+\cdots +n^{3}\\&=\underbrace {1} _{1^{3}}+\underbrace {3+5} _{2^{3}}+\underbrace {7+9+11} _{3^{3}}+\underbrace {13+15+17+19} _{4^{3}}+\cdots +\underbrace {\left(n^{2}-n+1\right)+\cdots +\left(n^{2}+n-1\right)} _{n^{3}}\\&=\underbrace {\underbrace {\underbrace {\underbrace {1} _{1^{2}}+3} _{2^{2}}+5} _{3^{2}}+\cdots +\left(n^{2}+n-1\right)} _{\left({\frac {n^{2}+n}{2}}\right)^{2}}\\&=(1+2+\cdots +n)^{2}\\&={\bigg (}\sum _{k=1}^{n}k{\bigg )}^{2}.\end{aligned}}}

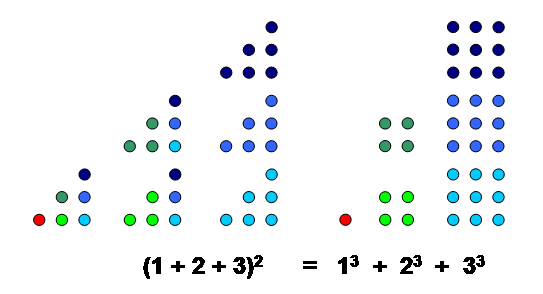
توضيح مرئي يبين أن مربع العدد المثلثي يعادل مجموع المكعبات.

في الأدب الرياضياتي الحديث يستعمل ستين روبرت (1971) تفسير تعداد المستطيل لهذه الأعداد لتكوين مبرهنة هندسية للمتطابقة ويلاحظ أيضا أن بالإمكان برهنتها بسهولة من الاستقراء ويقر أن أوتو توبليتز (1963) قد قدم «برهانا عربيا قديما ومثيرا».

## وصلات خارجية
- Weisstein, Eric W. "Nicomachus's theorem". MathWorld.
- A visual proof of Nicomachus's theorem نسخة محفوظة 19 أكتوبر 2019 على موقع واي باك مشين.